# Brocha de afeitar

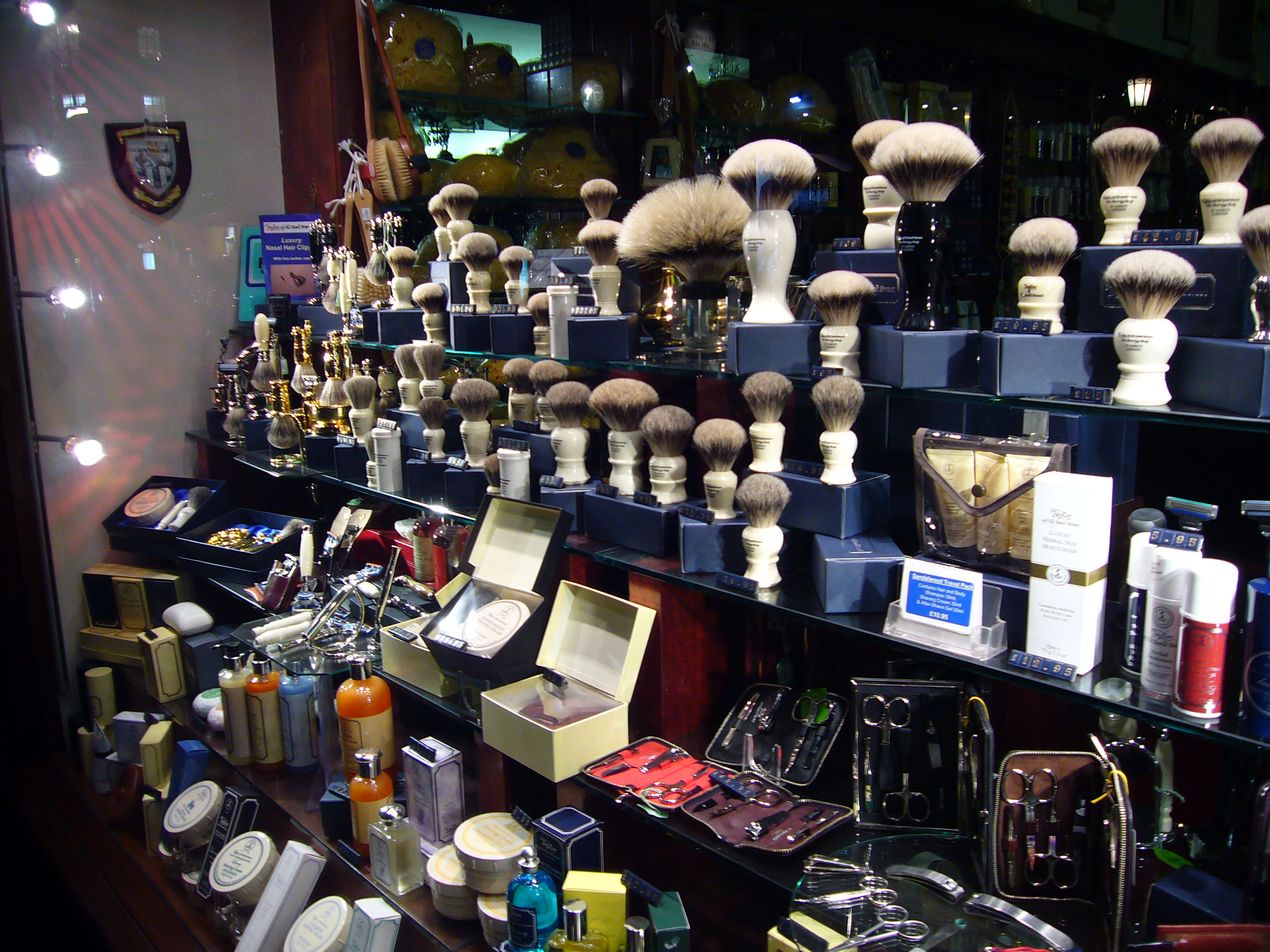
Brochas de afeitar en una tienda del Reino Unido.

Una brocha de afeitar es un utensilio compuesto de cerdas (que pueden ser de tejón, de jabalí, de crin de caballo peinada o de fibras sintéticas) unidas a un mango que se usa para hacer espuma con jabón o crema de afeitar y aplicarla esta en el rostro para el afeitado. Aunque hoy en día la mayoría de los hombres usa gel o espuma en bote, las brochas de afeitar se siguen usando y fabricando en muchos países (especialmente en Europa) debido a sus excelentes resultados para el afeitado masculino.

## Historia

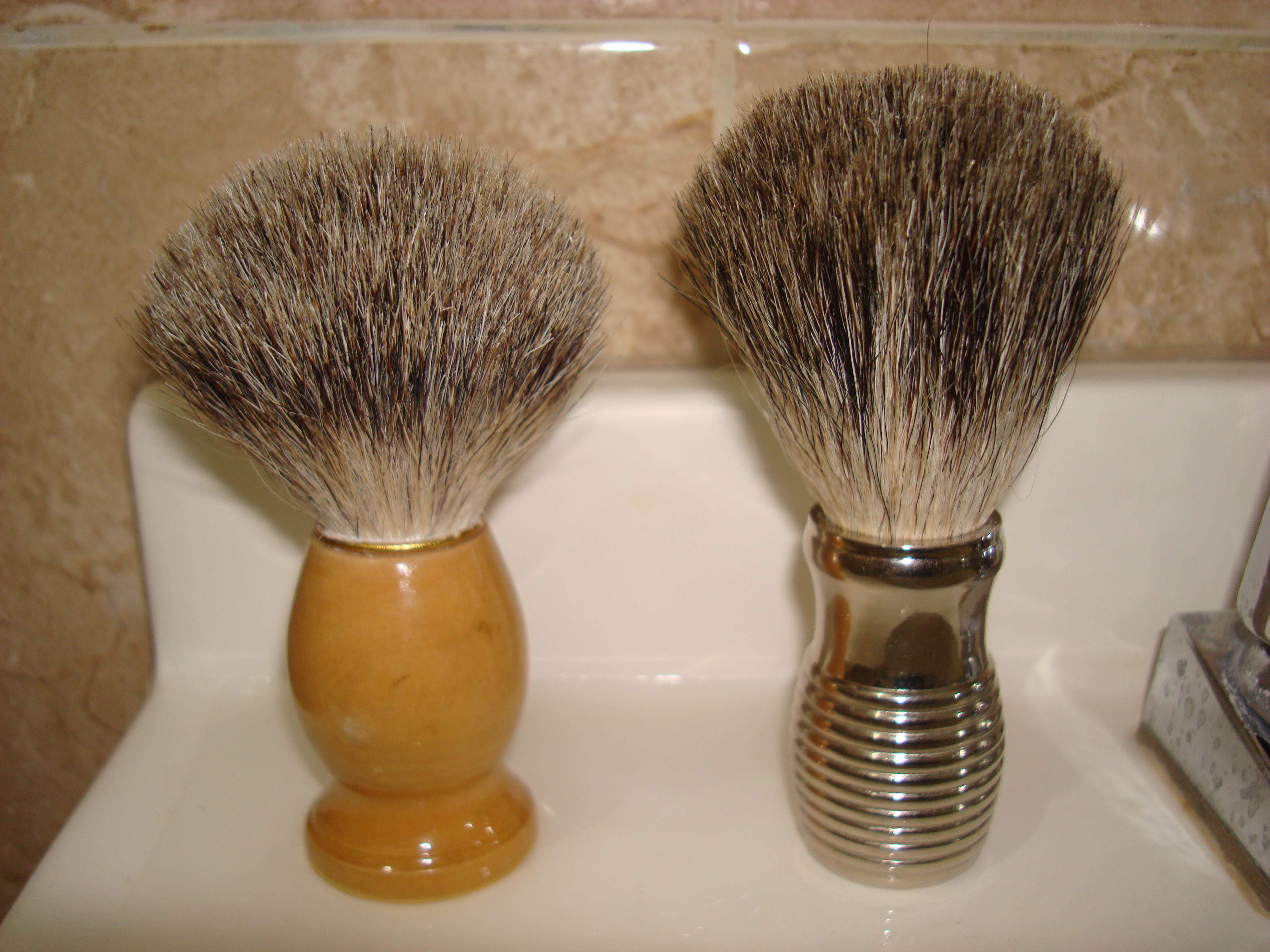
Brochas de pelo de tejón con mangos de madera (izquierda) y metal (derecha).

El tipo de brochas de afeitar de hoy en día puede remontarse a la Francia de los años 1750. La calidad de las brochas variaba enormemente así como los materiales que se usaban para la fabricación de los mangos iba de lo común a lo exótico. Eran comunes las brochas con mangos hechos de marfil, oro, plata, caparazón de tortugas, cristal y porcelana. Las brochas más caras se fabricaban con pelo de tejón y las más baratas con pelo de cerda.
Durante el siglo XIX, cuando a los hombres les resultó más práctico adquirir sus propias navajas de afeitar para afeitarse ellos mismos en lugar de ir a una barbería, la brocha de afeitar se convirtió en un símbolo de estatus social siendo las brochas más caras las que reflejaban el bienestar económico de un hombre y su familia; tal como los coches hoy en día.

## Tipos de pelo
Las brochas de afeitar pueden ser de pelo de tejón, jabalí o de cerdas de nailon.

### Tejón
Las brochas de tejón son las más caras debido a su suavidad y a que retienen más agua que cualquier otro tipo. Dependiendo de la parte del cuerpo del tejón de donde se tome el pelo, serán las características que la brocha tendrá en cuanto a suavidad y retención de agua. Los nombres que recibe cada tipo de pelo de tejón varía en función del fabricante, pero generalmente se les suele clasificar de la siguiente manera:

#### Tejón negro
También llamado "tejón puro" es el tipo de pelo más rígido (sin embargo es mucho más suave que las brochas de jabalí) y más barato; es también el más abundante en el cuerpo del tejón. Se caracteriza también por ser el más oscuro y por retener menos agua que los demás tipos de pelo de tejón. Algunos fabricantes pueden llegar a pintar o blanquear este tipo de pelo para hacerlo lucir como si fuera de mejor grado.

#### Tejón gris
Llamado también "tejón gris claro" y popularmente conocido en inglés como "best badger", es más suave que el tejón negro, naturalmente más claro y retiene más agua. Es también más caro pero no tanto como el punta de plata o silvertip.

#### Tejón punta de plata

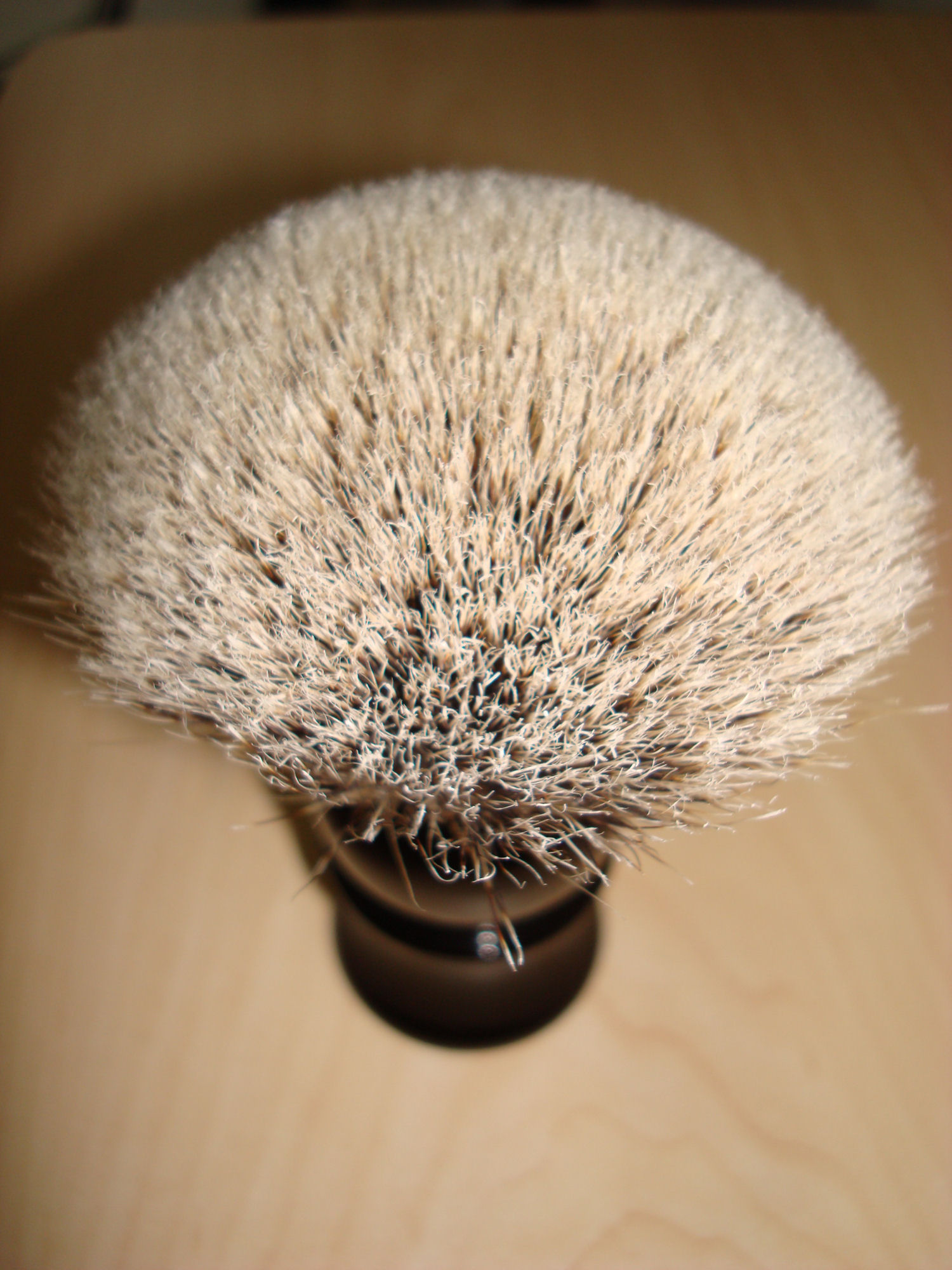
Brocha de tejón silvertip o punta de plata. En la imagen se puede notar la claridad de las puntas.

También llamado "tejón plata" o por su nombre en inglés "silvertip", es junto con el súper tejón el de mayor calidad. Se caracteriza por tener unas puntas muy claras (de ahí su nombre), ser el más suave de todos y el que retiene más agua. Es consecuentemente uno de los más caros junto con el súper tejón.

#### Súper tejón
También llamado "dos bandas" se trata de un tipo de punta de plata. Las raíces de las cerdas son oscuras mientras que las puntas son muy blancas (de ahí el nombre dos bandas) mientras que otros tipos como la punta de plata tiene raíces claras, la parte media del pelo es de un color marrón claro y las puntas son blancas. Este tipo de pelo reúne las características de la suavidad de la punta de plata con un centro más rígido que brinda una mayor masaje sobre la piel; retiene tanta agua como la punta de plata. Dependiendo del fabricante, el súper tejón y la punta de plata será más caro el uno que el otro. Se le considera un tipo muy especial de pelo de tejón.

### Jabalí o cerda

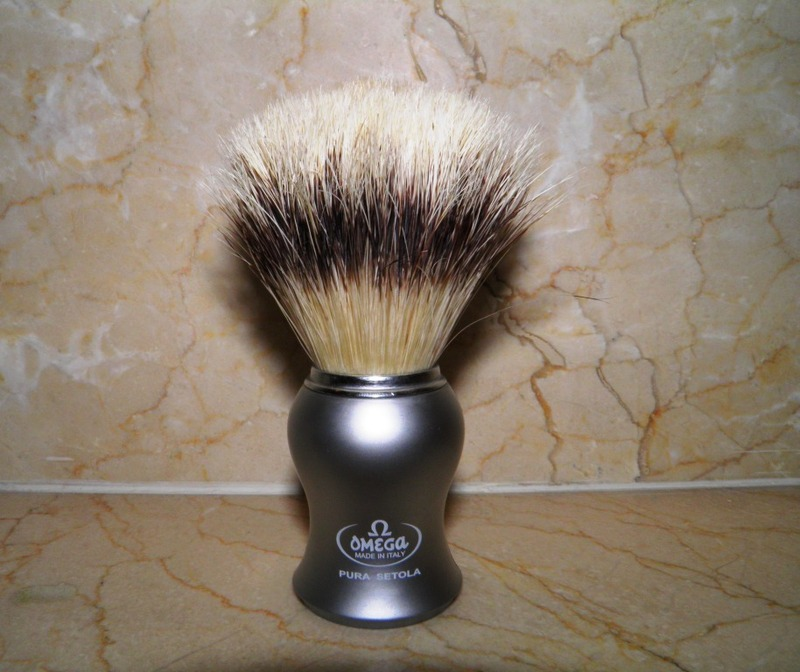
Típica brocha de jabalí hecha en Italia.

El pelo de jabalí es mucho más áspero (aunque se suavizan con el uso constante) que cualquier tipo de pelo de tejón y no retiene tanta agua, aunque no por eso es de menor eficacia. Son el tipo de brochas más baratas y son usadas por hombres que prefieren un masaje más vigoro por parte de la brocha. Gran parte de las brochas de jabalí que se producen actualmente provienen de Italia.

### Nailon
Las brochas de nailon tienen una rigidez moderada y son preferidas por hombres con algún tipo de alergia al pelo animal.

## Beneficios

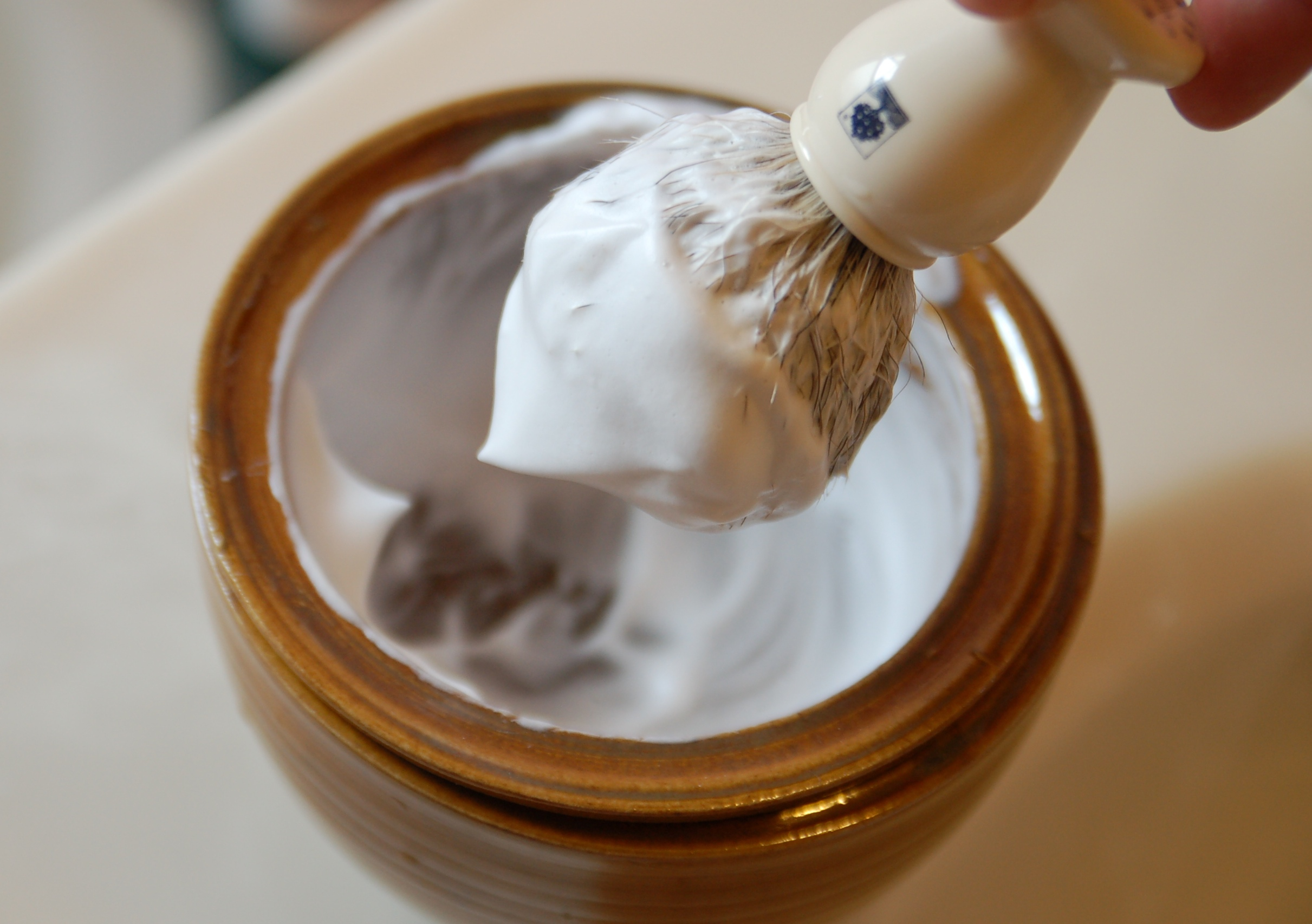
Brocha y jabón de afeitar

El uso de una brocha de afeitar en conjunto con un jabón o crema tradicional para afeitar, crean una espuma rica y más hidratante que un gel o espuma en bote lo cual proporciona afeitados más suaves. Últimamente se ha mencionado mucho (especialmente en Estados Unidos) sobre cómo el uso de una brocha de afeitar en conjunto con jabón o crema tradicional pueden mejorar el afeitado por el hecho de que la espuma generada no es tan seca y de baja calidad como la de geles o espumas en bote lo cual puede provocar irritación de la piel en algunos casos. Además, la fabricación de jabones de afeitar o cremas tradicionales lleva consigo menos procesos industriales que los geles y espumas en bote, dando como resultado productos más naturales y menos contaminantes, duran también más tiempo ya que se necesita menos producto para generar suficiente espuma.
Un mito sobre el uso de la brocha de afeitar es la cuestión del tiempo que se necesita para generar una buena espuma. A simple vista hacer la espuma con brocha parece algo lento. Sin embargo, con la práctica se puede obtener abundante espuma en aproximadamente un minuto.
También, la brocha de afeitar al momento de aplicar la espuma en la piel produce una exfoliación ligera (cuanto más áspera sea la brocha mayor será la exfoliación) y levanta el vello para prepararlo para el afeitado; lo cual elimina la necesidad de usar un exfoliante por separado antes del afeitado para levantar el pelo y humectar la piel.

## Fabricantes actuales
La mayoría de las brochas que se fabrican actualmente son de producción europea, de fabricantes prestigiosos como lo son Rooney (Inglaterra), Simpson (Inglaterra), Vulfix (Inglaterra), Kent (Inglaterra), Omega (Italia), shavemac (Alemania), Semogue (Portugal), Mühle (Alemania), DOVO/Merkur Soligen (Alemania) o Vie-Long (España) por mencionar algunos.
Es importante mencionar que en muchos países de Europa la caza de tejones está prohibida por ley, por lo cual la mayoría de las brochas de pelo de tejón que se fabrican en Europa lo hacen con pelo de tejón importado. La mayoría de este pelo de tejón proviene de China, Rusia y países que formaron parte de la Unión Soviética. En China, los tejones son abundantes y se les considera una plaga cuya sobrepoblación es una amenaza para la agricultura. El gobierno chino controla la caza de tejones dando licencia a los cazadores de pequeños poblados. Este control en la población de tejones se hace cada año y el gobierno chino es muy estricto en que la población de tejones no decrezca gravemente. Además, en China al tejón se le caza también por su piel, carne (la cual es un platillo típico en China) y por su grasa para la elaboración de ungüentos propios de la medicina china tradicional.